# Trans-Antarctische Expeditie

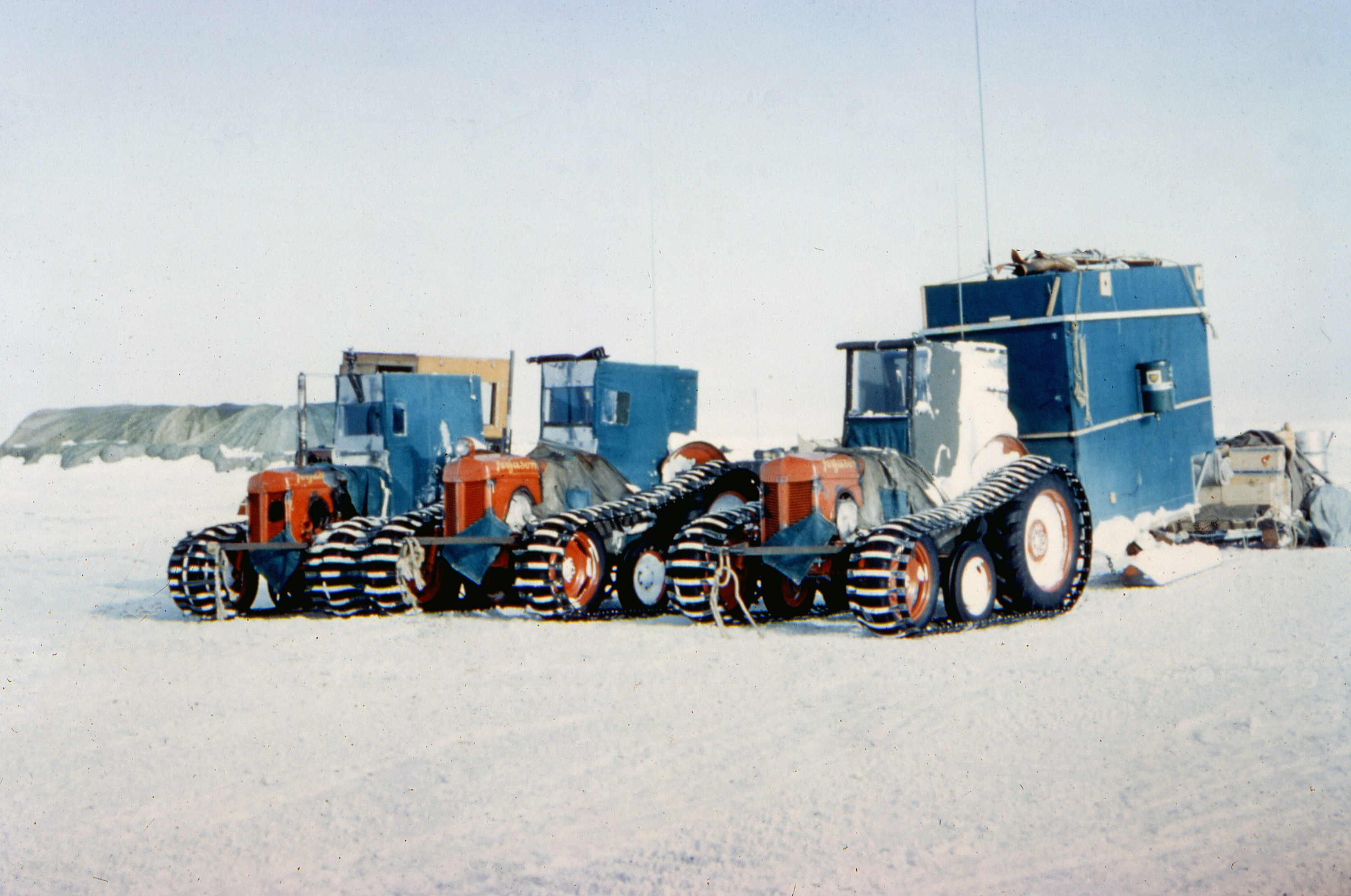
Aangepaste Ferguson TE20 tractors gebruikt door het team van Edmund Hillary op de Trans-Antarctische Expeditie.

De Trans-Antarctische Expeditie (1957-1958) was een door het Britse Gemenebest gesponsorde expeditie die erin slaagde het continent Antarctica via de geografische Zuidpool over te steken. Het was de eerste expeditie in 46 jaar die de Zuidpool over land bereikte, slechts voorafgegaan door Roald Amundsen in 1911 en de tweede expeditie van Robert Falcon Scott in 1912.
De expeditie was een private onderneming maar werd wel ondersteund door de overheden van het Verenigd Koninkrijk, Nieuw-Zeeland, de Verenigde Staten, Australië en Zuid-Afrika. Ook deden veel ondernemingen en privé-personen donaties. De leiding was in handen van de Britse geoloog en onderzoeker dr. Vivian Fuchs, terwijl de Nieuw-Zeelander Sir Edmund Hillary het Nieuw-Zeelandse Ross Sea Support team leidde. Tot het Nieuw-Zeelandse deel behoorden wetenschappers die in het Internationaal Geofysisch Jaar participeerden terwijl het Britse IGJ-team bij Halley Bay was gestationeerd.
Fuchs werd vanwege deze prestatie tot ridder geslagen. De tweede oversteek over het continent vond pas in 1981 plaats, gedurende de Transglobe Expedition geleid door Ranulph Fiennes.

## Voorbereiding

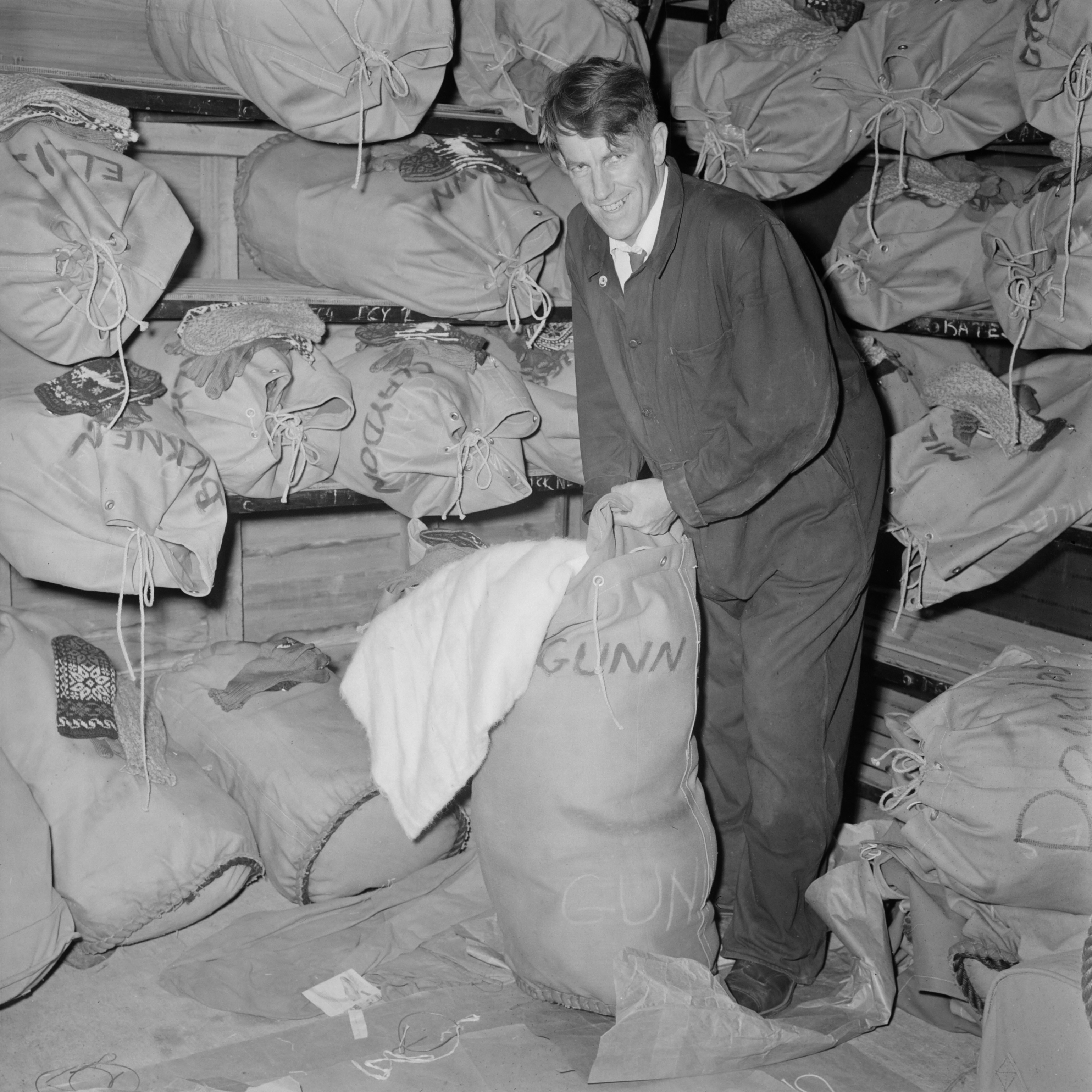
Edmund Hillary bezig met inpakken ter voorbereiding op de expeditie, Lower Hutt, Nieuw-Zeeland, 1956.

De voorbereidingen begonnen in 1955 in Londen. In de zuidelijke zomer van 1955/56 voer Fuchs met een groep kwartiermakers van Londen naar Antarctica in de Canadese zeehondenjager Theron. Doel was het opzetten van de Shackletonbasis nabij de Vahselbaai aan de Weddellzee, vanwaar de trans-Antarctische expeditie zou beginnen (aan de Zuid-Amerikaanse kant). De Theron kwam in het ijs vast te zitten, net zoals zijn voorgangers, de Endurance (van Shackletons Trans-Antarctische Expeditie in 1914) en de Deutschland (van Filchners Duitse Trans-Antarctische Expeditie in 1911). Hoewel het schip veel schade had opgelopen, kon het zich bevrijden met begeleiding van een vliegtuig dat een uitweg zocht. Begin 1956 ging Fuchs terug naar Londen met achterlating van acht man die op Shackleton overwinterden.
Deze acht onder leiding van Kenneth Blaiklock, werden op het ijs achtergelaten met slechts tenten en een voorraadkrat (container) als verblijf. De meeste voorraden werden op het ijs van de baai achtergelaten, sommige 3 km van de plek waar de basis zou komen. De eerste taak was om alle voorraden van het ijs naar de basis te brengen en een permanent onderkomen voor de komende winter te bouwen. Nadat de eerste voorraad voedsel en kerosine was opgehaald en de honden bij de basis waren ondergebracht begonnen ze de hut te bouwen. Dit was veel moeilijker dan verwacht - niet alleen waren ze te weinig in aantal om de zware taken uit te voeren maar ook was het weer kouder en winderiger dan verwacht. Toen het skelet van de hut klaar was plaatste men de kratten met de muur- en dakpanelen rondom de bouwplaats. Vervolgens begon een sneeuwstorm die meer dan een week duurde. De temperatuur daalde tot −20°C en de driftsneeuw maakte het buiten werken onmogelijk. De mannen schuilden in hun provisorische krat en sliepen in de tenten die steeds gevaar liepen ondergesneeuwd te raken. Nadat de wind was gaan liggen lagen de kratten met panelen onder een dikke laag sneeuw, het geraamte van de hut lag vol sneeuw.  Het drijfijs in de baai met de resterende voorraden was afgebroken. Een deel van het voedsel en brandstof, enkele hutten en een tractor waren naar zee gedreven.
De mannen groeven tunnels in de sneeuw om de kratten weer boven te krijgen; de tunnels bleken daarna goede schuilplekken voor de honden tegen de onverwacht strenge winterse omstandigheden op Shackleton. De groep van acht overleefde de winter met wat moeilijkheden maar in vrij goede gezondheid; de hut werd uiteindelijk afgemaakt behalve een gat in het dak waarvan het paneel nooit werd gevonden. Terwijl de hut werd gebouwd verbleven ze overdag in de container en sliepen ze in de vier tenten. De wintertemperaturen daalden vaak duidelijk beneden −30°C en Shackleton bleek een erg winderige plaats wat buiten werken onprettig maakte.  Voorraden die buiten lagen raakten vaak ondergestoven en er was steeds gevaar dat ze verloren gingen.
Het lukte een aantal keren op pad te gaan om zeehonden te vangen voor de honden en om de route naar het zuiden te verkennen. Voor het vervoer gebruikten ze de honden en de M29 Weasel tractor, de Snocat functioneerde nooit goed omdat iemand een bout in een van de acht cilinders had laten vallen.

## Expeditie

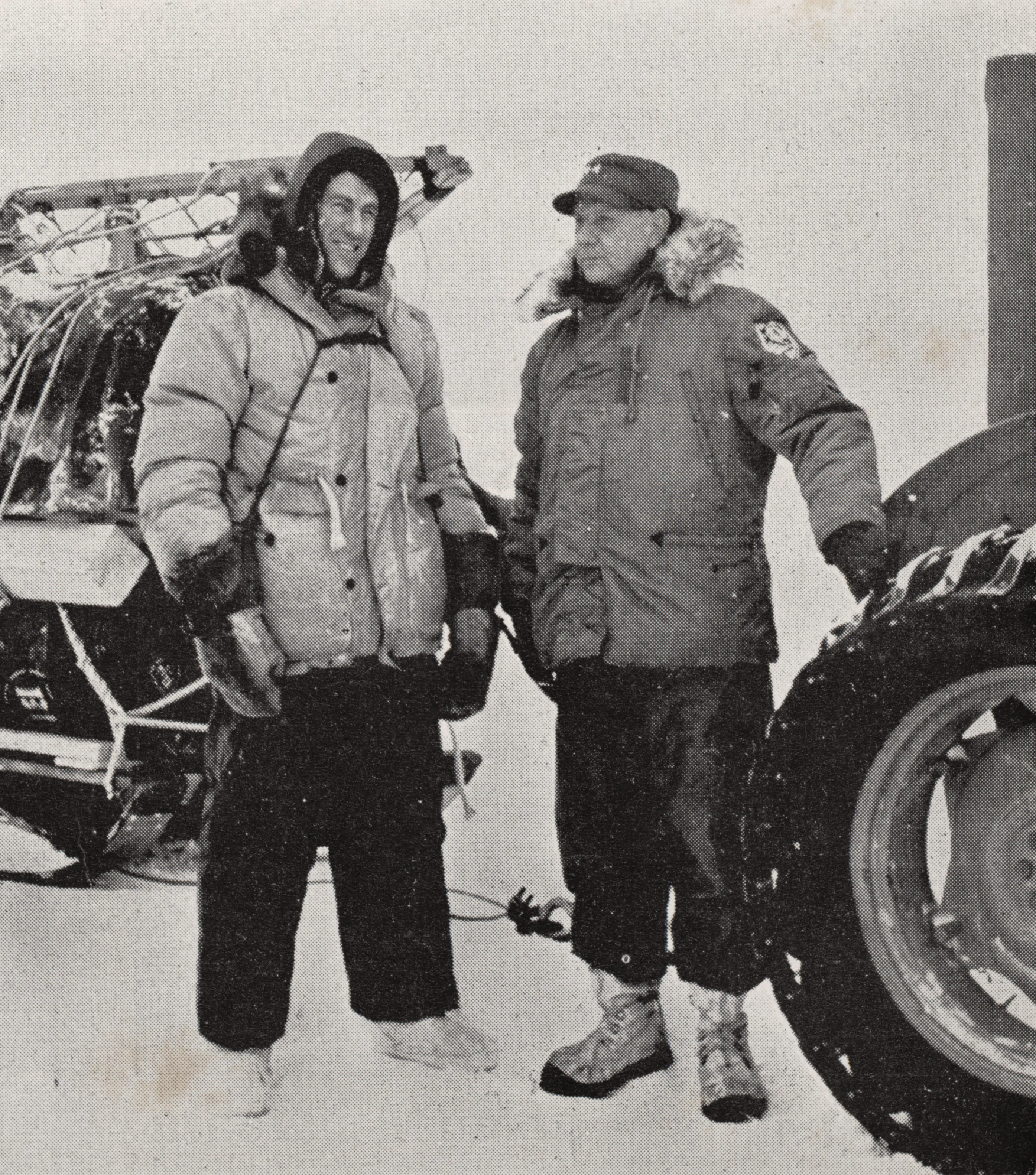
Hillary (links) met vice-admiraal George J. Dufek op Scott Base vlak voor vertrek van de basis

In december 1956 keerde Fuchs terug op het Deense poolschip Magga Dan met aanvullende voorraden. De zuidelijke zomer van 1956-57 werd gebruikt om de Shackleton Basis permanenter te maken en een kleinere basis ongeveer 500 km landinwaarts aan te leggen. 
Na de winter van 1957 op Shackleton te hebben doorgebracht, vertrok Fuchs in november 1957 voor de oversteek over het continent, met een team van 12 man en zes voertuigen; drie Sno-Cats, twee M29 Weasels en een aangepaste Muskeg tractor. Onderweg moest het team wetenschappelijk onderzoek doen zoals seismisch bodemonderzoek en zwaartekrachtmetingen.
Aan de andere kant van het continent (de Nieuw-Zeelandse kant) had het team van Hillary de Scott basis opgezet bij de McMurdo Sound aan de Rosszee. Voor Fuchs was dit het eindpunt. Met drie omgebouwde Ferguson TE20 tractors en een M29 Weasel (die onderweg werd achtergelaten) waren Hillary met drie anderen verantwoordelijk voor het zoeken van een route en het aanleggen van tussenvoorraden. Deze kwamen te liggen op de Skelton gletsjer en over het poolplateau richting de zuidpool zodat Fuchs ze op het tweede deel van zijn tocht kon gebruiken. Andere leden van het team van Hillary deden geologisch onderzoek langs de Rosszee en op Victorialand.

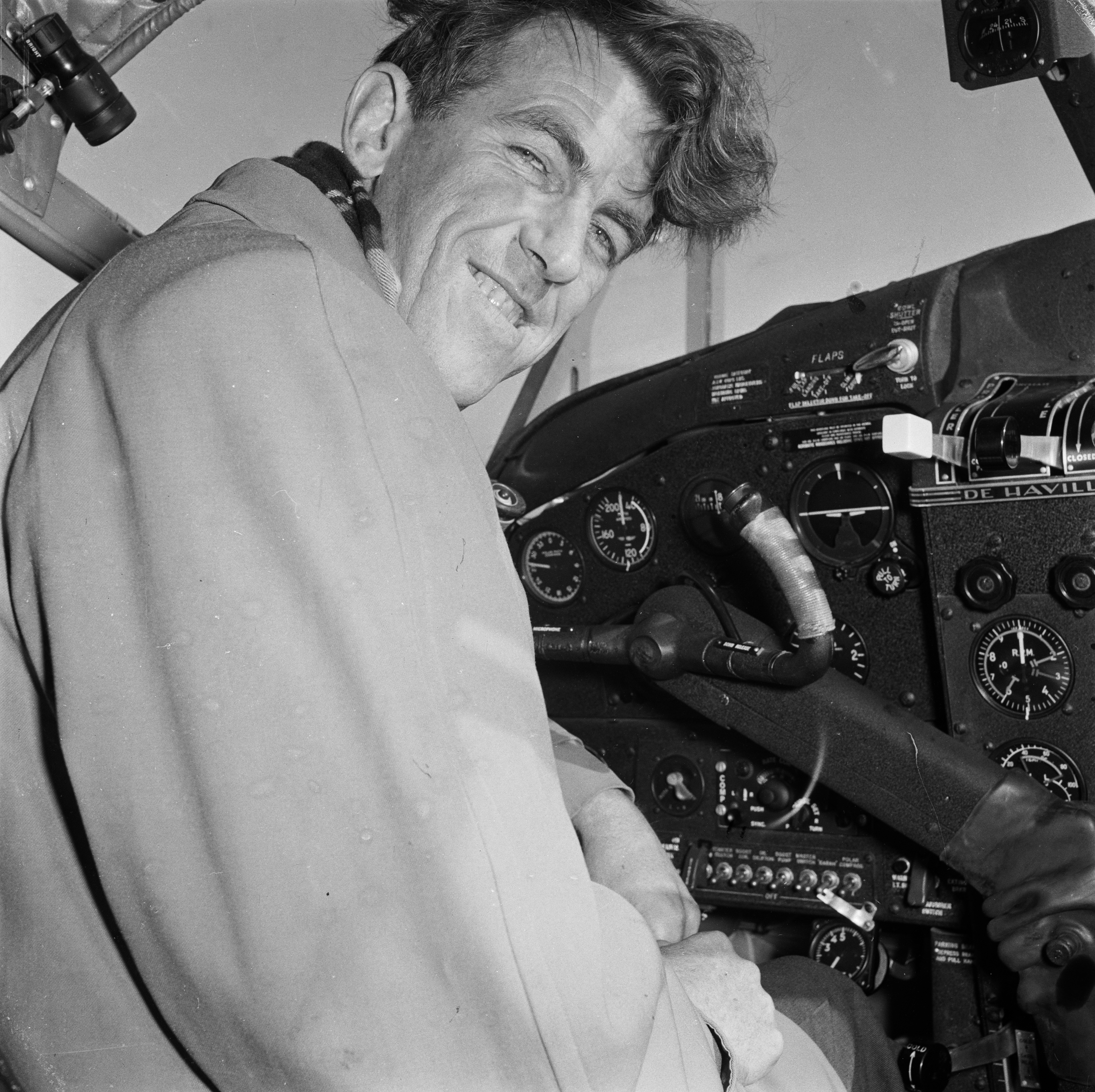
Hillary in de cockpit van de DHC-2 Beaver die zijn team ondersteunde, 1956.

Het was oorspronkelijk niet de bedoeling dat Hillary tot aan de zuidpool zou trekken, maar toen hij klaar was met het leggen van depots zag hij kans verder zuidwaarts te gaan en de Britten te verslaan. Hij bereikte de pool op 3 januari 1958 waar het Amundsen–Scott zuidpoolstation van de Verenigde Staten kort daarvoor met behulp van een luchtbrug  was aangelegd. De groep van Hillary was de derde, na Amundsen in 1911 en Scott in 1912 die de pool over land bereikte. Het was de eerste keer dat landvoertuigen de pool bereikten. Hillary droeg de drie tractoren aan de Amerikanen over, in ruil vlogen ze hem terug naar Scott Base.
Het team van Fuchs bereikte de zuidpool vanaf de andere kant op 19 januari 1958, waar ze Hillary ontmoetten. Fuchs ging over het poolijs voort, langs de route die Hillary had voorbereid terwijl deze naar Scott Base terugvloog in een vliegtuig van de Verenigde Staten (later zou hij zich per vliegtuig weer bij Fuchs voegen om het laatste deel van de reis mee te maken). De groep die de oversteek maakte arriveerde bij Scott Base op 2 maart 1958 na een oversteek van 3.473 km (2.158 mijl) in 99 dagen over nooit betreden sneeuw en ijs. Een paar dagen later verlieten de expeditieleden Antarctica op weg naar Nieuw-Zeeland op een Nieuw-Zeelands marineschip.

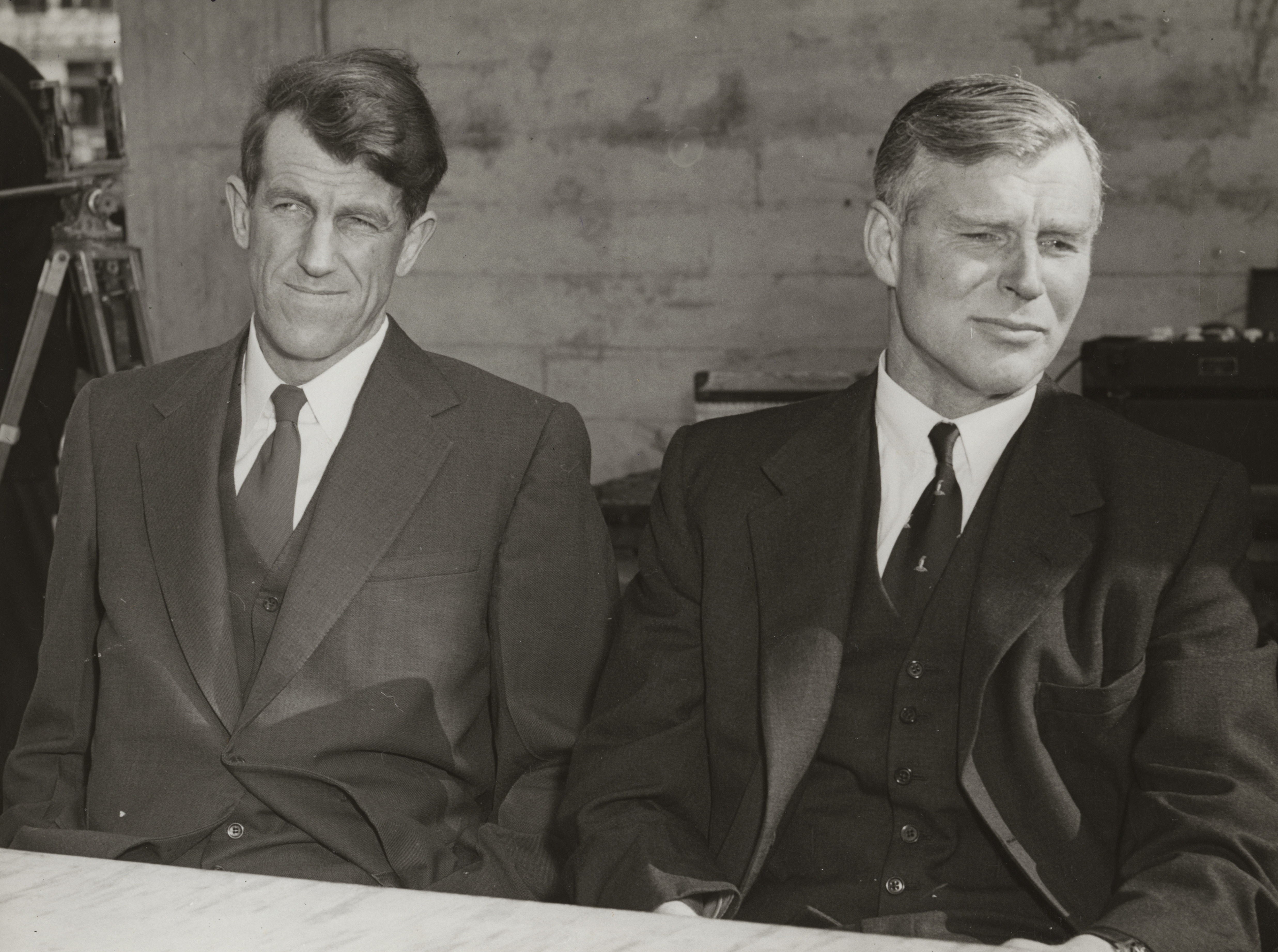
Hillary (links) en Vivian Fuchs in Wellington na hun terugkomst van Antarctica, 1958.

Hoewel grote hoeveelheden voorraad over land werden getransporteerd waren beide teams ook voorzien van kleine vliegtuigen en maakten veel gebruik van ondersteuning vanuit de lucht voor verkenningen en het aanvoeren van voorraden. Logistieke hulp werd ook verleend door personeel van de Verenigde Staten dat toen op Antarctica werkte. Beide groepen gebruikten ook hondenteams voor onderzoektrips onderweg en als reserve indien het mechanisch transport zou falen. De honden gingen echter niet mee tot aan de pool. In december 1957 vlogen vier man van de expeditie in een van de vliegtuigen, een Havilland Canada Otter, in elf uur over 2300 km een non-stop vlucht over het continent van Shackleton Base via de pool naar Scott Base, langs ongeveer dezelfde route als Fuchs.